# 比亞蒙特斯

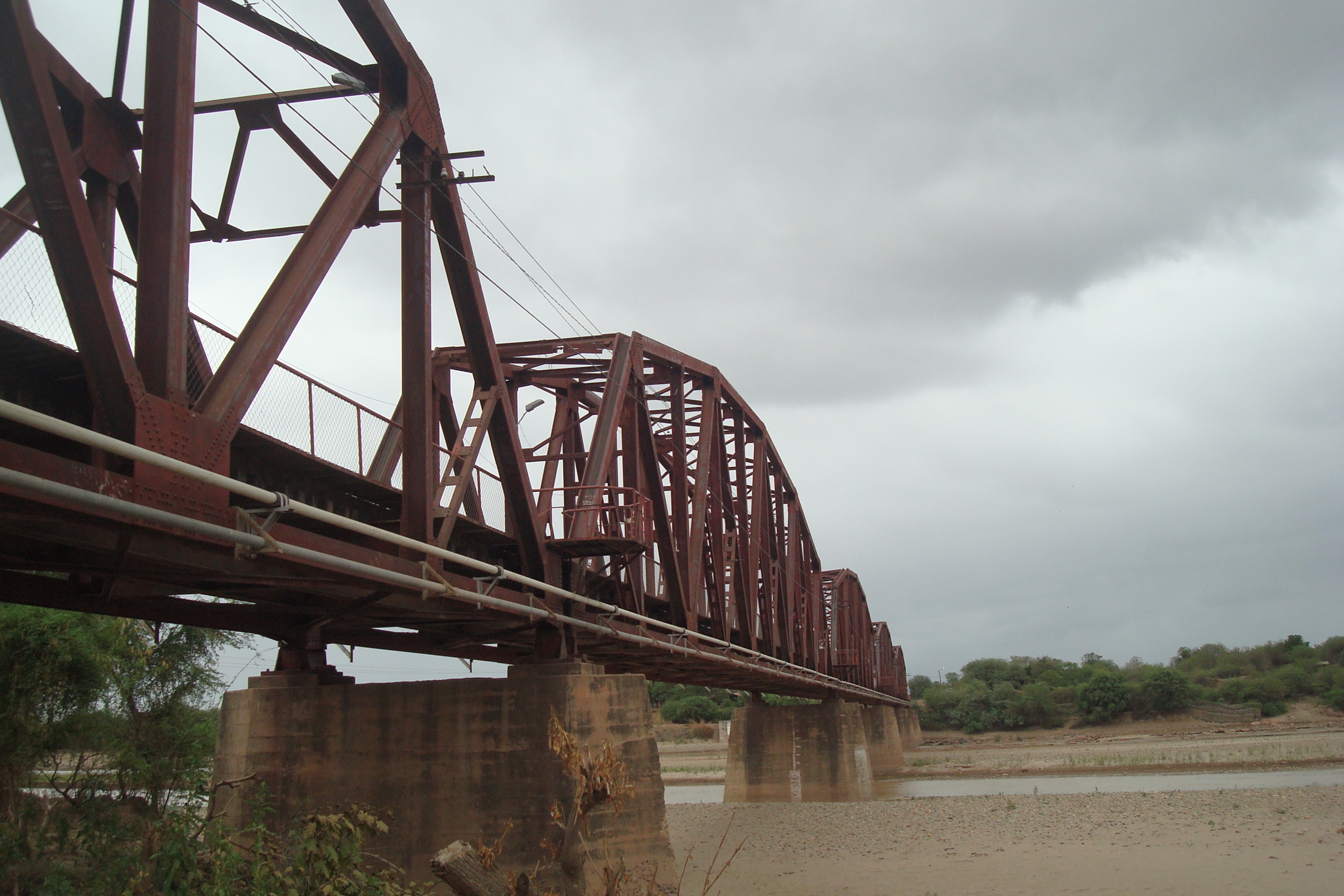
比亞蒙特斯附近的铁路桥

比亞蒙特斯（西班牙語：(cantón de) Villa Montes），一译蒙特斯村，为玻利維亞塔里哈省乡级市蒙特斯村市的驻地，位於該國南部，邻近巴拉圭的博克龍省，面積11,300平方公里。

## 自然地理概况
比亚蒙特斯镇位于皮科马约河东北岸，阿瓜拉格山脈山脚，海拔高度388公尺，区域内主要植被为旱生阔叶林，受熱帶乾濕季氣候影響，每年平均降雨量814毫米。皮科马约河也在此地流入大厦谷地区，河中出产條紋鯪脂鯉、大顎小脂鯉等可食用鱼类。

## 人文历史
比亚蒙特斯镇邻近巴拉圭，查科战争期间曾为两国交战的主战场，1935年2月，玻利维亚军队曾经在此地击败了巴拉圭军队。现今的比亚蒙特斯仍然与巴拉圭保持着频繁交流，巴拉圭政府在镇内设有领事馆。巴拉圭的9号国道也在此地与玻利维亚6号国道连接。
该镇过去的主要經濟活動为農業和漁業。近年因为石油与天然气的开采，该镇的人口近年有增长趋势，2012年有人口39,800人。

## 外部連結
- Map of Province
- Climate Villamontes （页面存档备份，存于）